# Brommella monticola
Espèce
Synonymes
- Argenna monticola Gertsch & Mulaik, 1936
- Pagomys uinta Chamberlin, 1948

Brommella monticola est une espèce d'araignées aranéomorphes de la famille des Cicurinidae.

## Distribution
Cette espèce se rencontre aux États-Unis au Nouveau-Mexique, en Utah, au Montana et au Washington et au Canada en Alberta,.

## Description

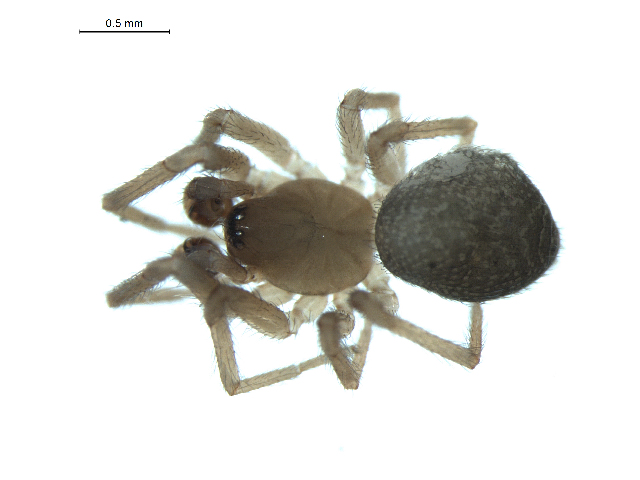
Brommella monticola

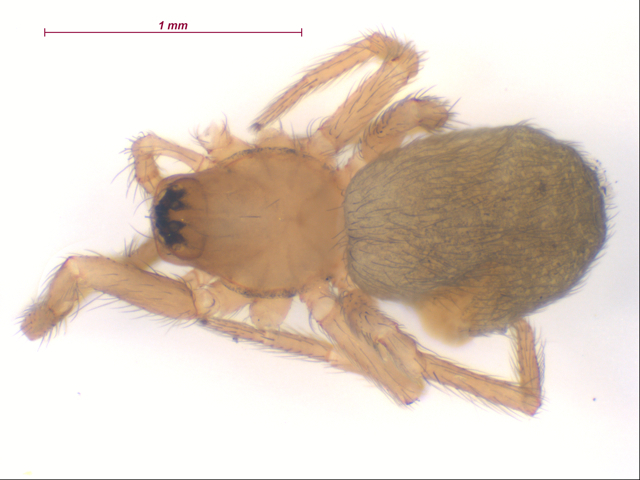
Brommella monticola

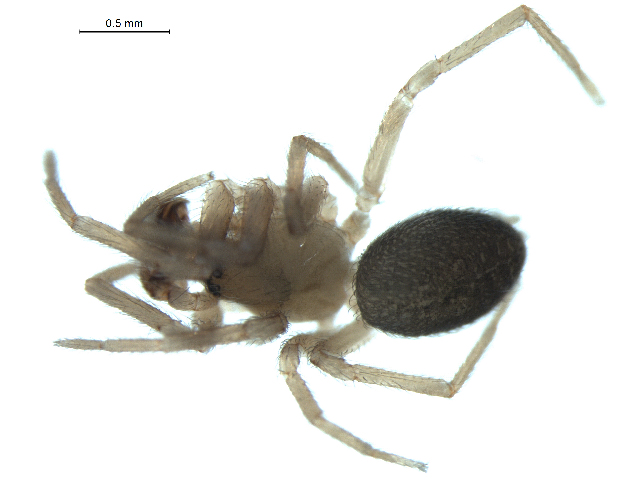
Brommella monticola

La femelle holotype mesure 1,95 mm.

## Systématique et taxinomie
Cette espèce a été décrite sous le protonyme Argenna monticola par Gertsch et Mulaik 1936. Elle est placée dans le genre Pagomys par Chamberlin et Gertsch en 1958 puis dans le genre Brommella par Braun en 1964.
Pagomys uinta a été placée en synonymie par Chamberlin et Gertsch en 1958.

## Publication originale
- Gertsch & Mulaik, 1936 : « Diagnoses of new southern Spiders. » American Museum novitates, no 851, p. 1-21 (texte intégral).